# Gonojana
Gonojana is een geslacht van vlinders van de familie Eupterotidae.

## Soorten
- G. crowleyi (Aurivillius, 1904)
- G. dimidiata Aurivillius, 1893
- G. magnifica (Rothschild, 1917)
- G. tristis Druce, 1896
- G. velutina (Walker, 1869)